# Hontcharivske
Hontcharivske (ukrainien : Гончарівське, russe : Гончаровское) est une commune urbaine de l'oblast de Tchernihiv, en Ukraine. Elle compte 3 368 habitants en 2021.

## Historique
La ville est connue en 1924, chantier forestier avec 56 habitants. Le village actuel a été fondé en 1953 par le général Vassili Tchouïkov comme district militaire. Le village a eu une activité militaire jusqu'en 1986. C'est un établissement urbain depuis 1990. Il est le siège de la 1re brigade blindée (Ukraine).
Lors de l’invasion de l’Ukraine par la Russie en 2022, le village est bombardé par des frappes en provenance de Biélorussie selon les autorités régionales.

## Galerie

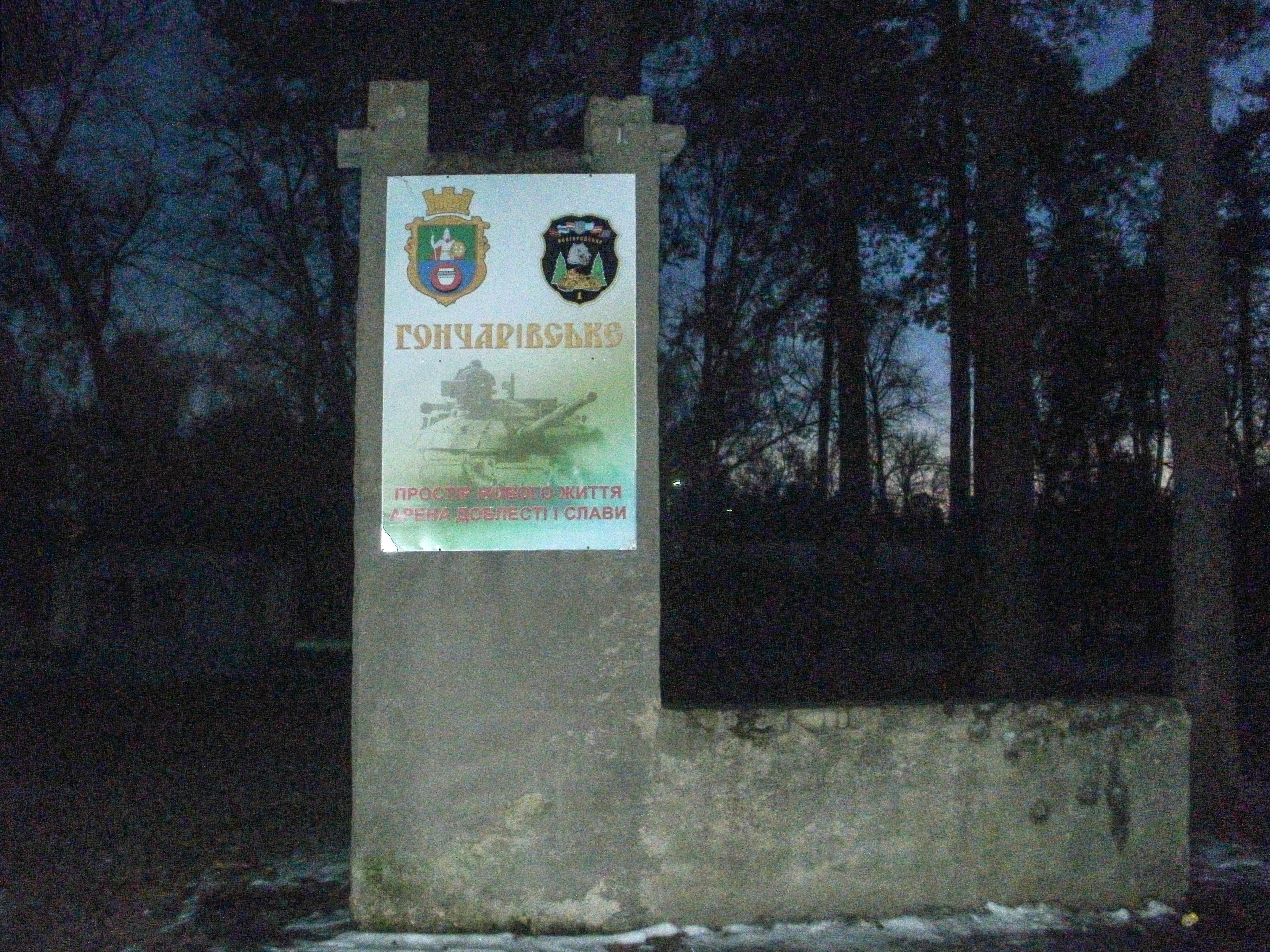
Panneau d'entrée de ville
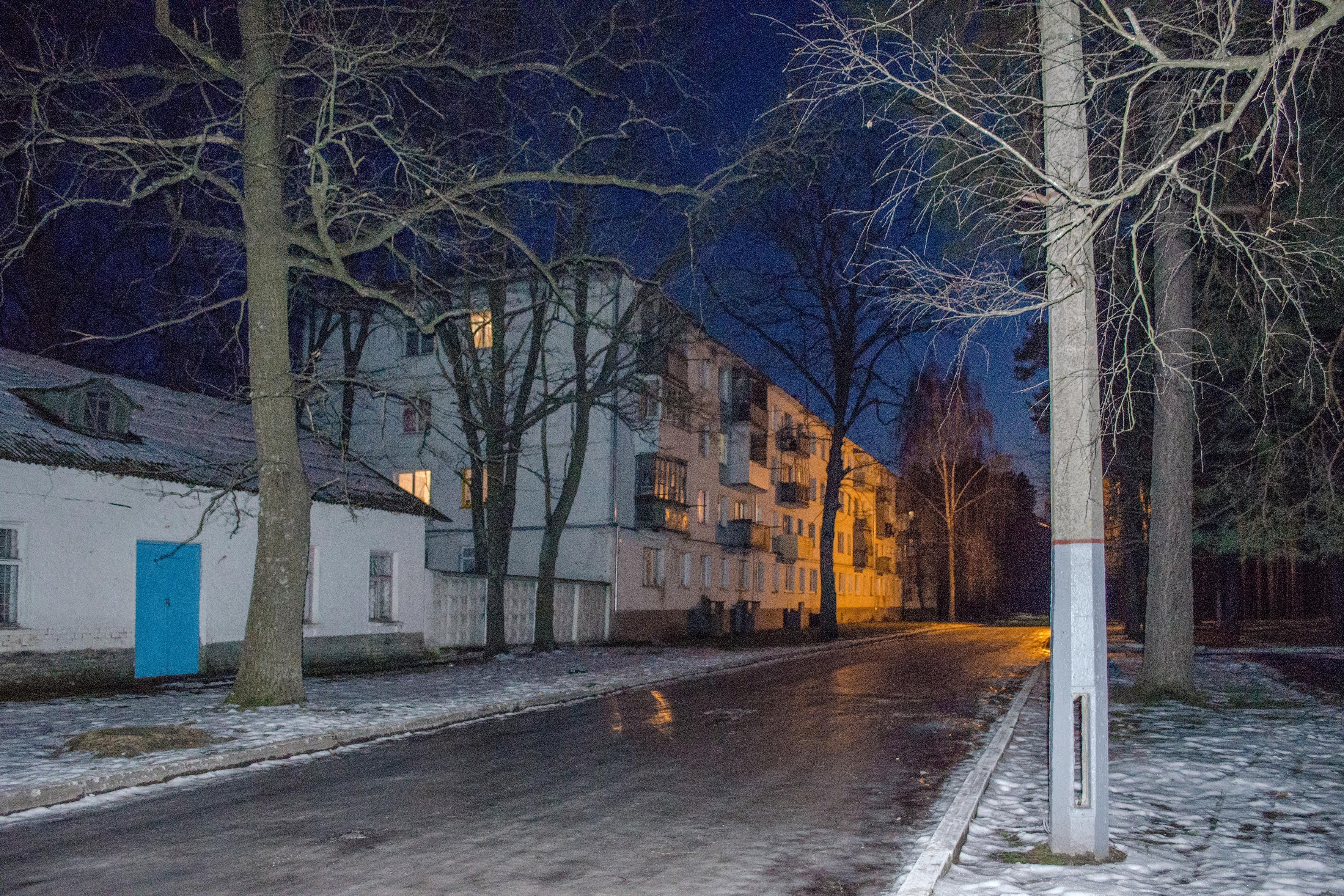
une rue nuitamment
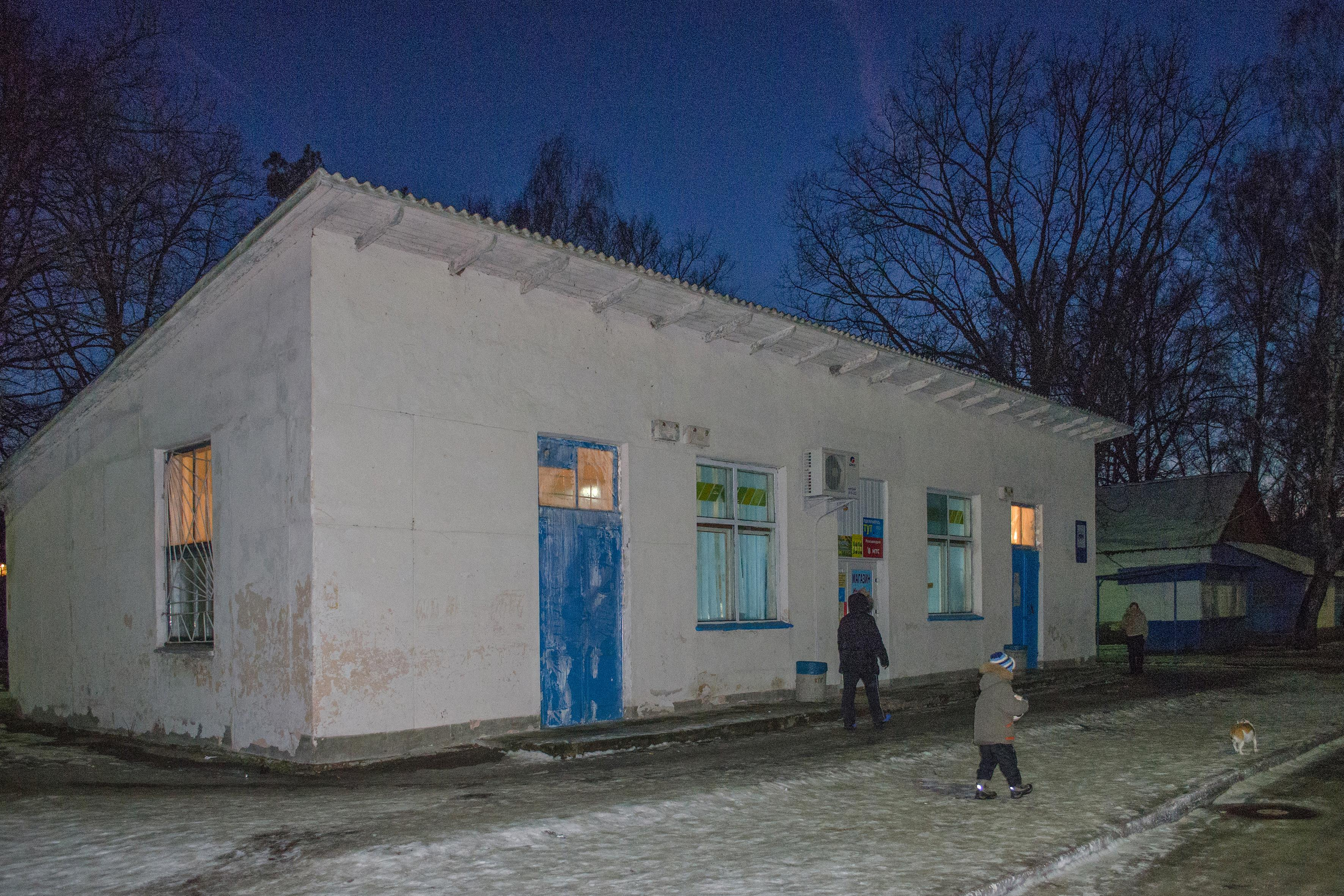
arrêt de bus
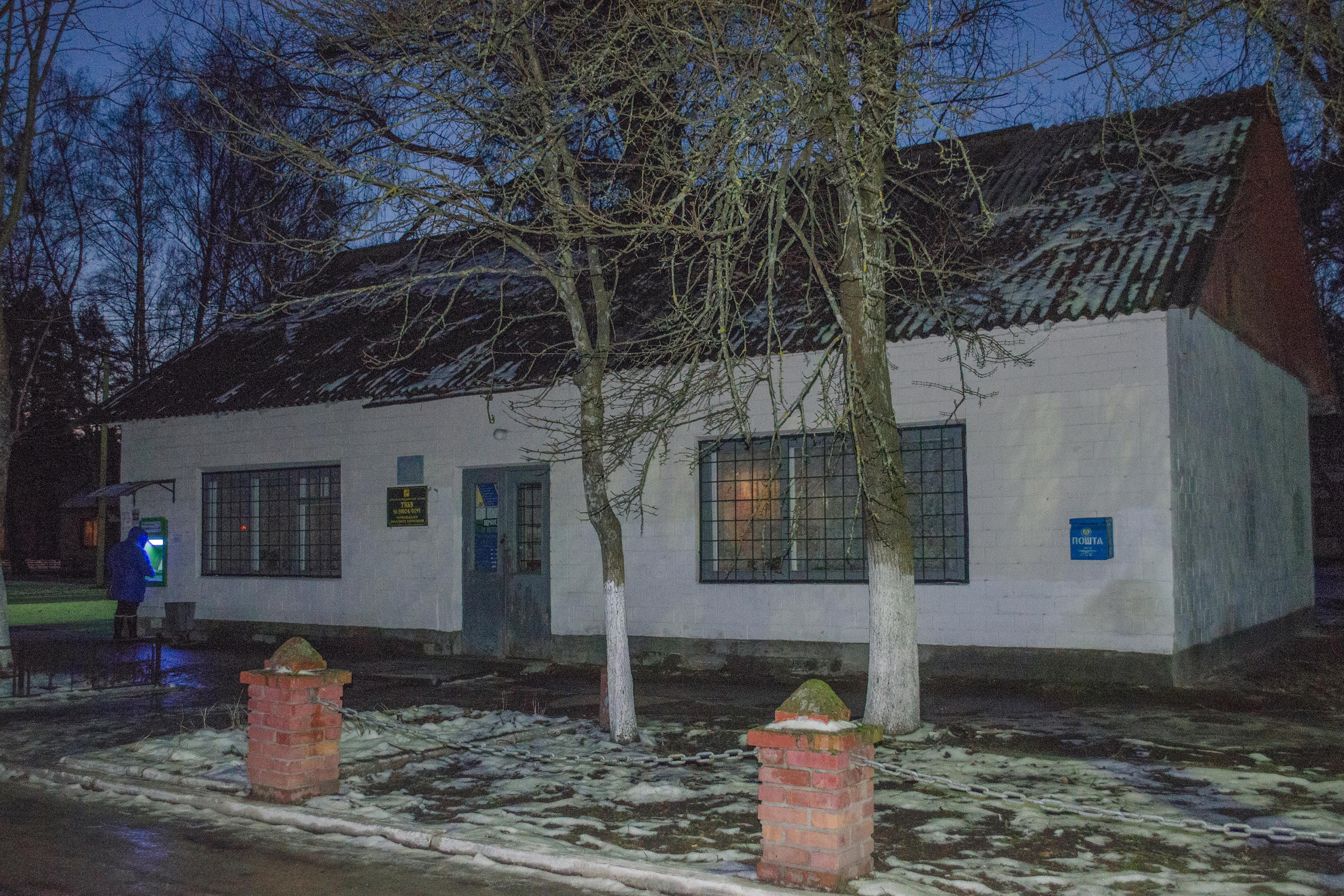
Banque
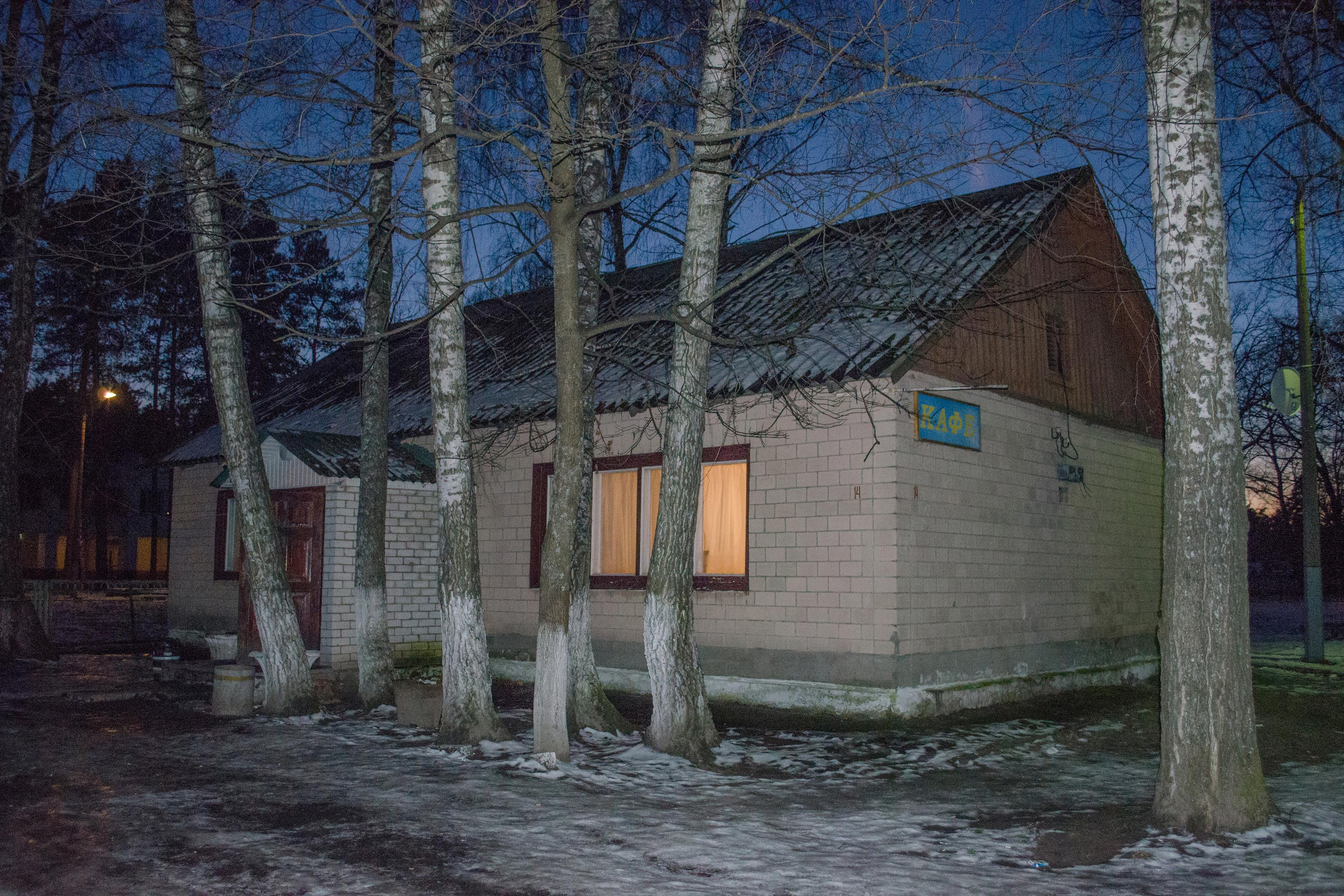
Café
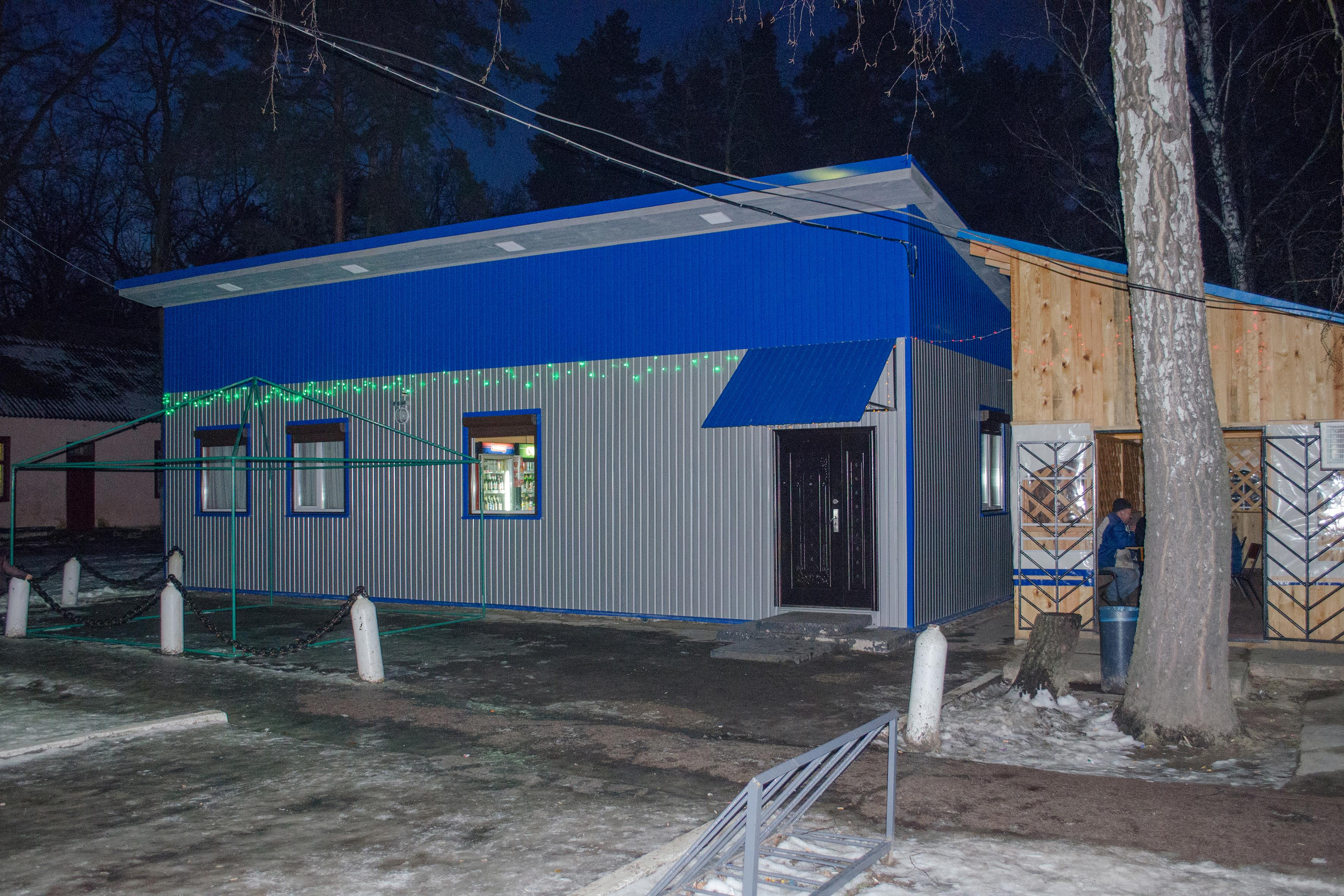
magasin